# HIM (音楽プロジェクト)
HIM（エイチ・アイ・エム / Hiromasa Ijichi Melodies）は、音楽プロデューサーである伊秩弘将主宰の音楽プロジェクト兼ボーカル＆ダンスユニットである。Sony Music Entertainment(Japan) Inc.
所属。

## バイオグラフィ
- 1995年4月21日、シングル「BECAUSE OF LOVE」でデビュー。1997年解散。
- キャッチコピーは“噂のプロジェクト”であった[1]。
- 全楽曲のソングライティングは伊秩弘将によるもので、コーラスアレンジを除くアレンジは水島康貴によるものである。ユニット名は伊秩の名を冠した"Hiromasa Ijichi Melodies"の頭文字の略である。
- かつてVictor Entertainment Incに在籍していた荻野目洋子のディレクターだった和田将志がプロデューサーである。当時Sony Music Entertainment(Japan) Inc.第三制作部部長であり（和田はHIMWという筆記名も使用、1stアルバム『HIMAX! GREATEST HITS AND MORE』収録の「HEARTBREAK DIARY」の作詞、5thシングル「SHOOTING STAR」や6thシングル「ETERNAL」等の共作詞も手がけている）。
- “その都度その楽曲に合った様々なボーカリストをフィーチャリングしてゆく”という臨機応変で流動的な意向を掲げての、音楽ユニットというよりはむしろ変則的な音楽プロジェクトとしてのスタンスで活動を開始。当初、メインボーカルのHIMSことSHIZUKAもメインボーカルという立場ではなく、当時のプロジェクトの意向に則った最初のボーカルにすぎなかった。
- デビューシングル「BECAUSE OF LOVE」は、SHIZUKAが制作準備のため仮上京した日にスタジオに連れて行かれ、その場で初めて曲を聞かされ、プリプロとして何テイクかボーカル録音したものがそのまま商品化されたという。
- いくつもの段階があるボーカル・オーディションと、難解で複雑であると言われたSD制作部の育成システムを勝ち抜いてきたボーカリスト2名をメンバーに有していた為か、デビューシングル「BECAUSE OF LOVE」と、“声の成分がMY LITTLE LOVERのakkoに似ている”という理由で選ばれた外部のアマチュアボーカリストをフィーチャリングした4thシングル「HEARTBEAT SNOW 〜THEME OF SNOW BEAT」以外のHIMの全楽曲のボイス・パートは、すべてSHIZUKAとSHUNGOの声のみで構成されている（ただし5thシングル「SHOOTING STAR」の前半部導入のラップ部分はその限りでない。なお、デビューシングル「BECAUSE OF LOVE」の男性コーラスには高尾直樹が起用されている）。また、現行のJ-POPにおけるほとんどの現場で制作の一過程として存在する、いわゆるシンガーソングライター以外の多くのシンガーが歌録りに備え、メロディーや譜割りを覚えるための“お手本”として事前に渡されるプロのスタジオミュージシャンによる“仮歌”も存在しなかったという。
- 解散後、プロジェクト主宰者である伊秩本人が「HIMはサンプリング・実験的プロジェクトであった」というコメントしているが、当時のライジングプロダクション社長であった平哲夫が、伊秩のHIMでのサウンド・メイクを評価し、伊秩をSPEEDのプロデューサーに抜擢する。プロジェクト終了後、HIMの楽曲はライジングプロ所属アーティストによってカバーされる（下記“他アーティストによるHIM関連楽曲のカバー ”参照）。
- なお、SHIZUKAとSHUNGOがSME SD制作部育成時代にSD制作部部長を務めており、同部主催のショーケースを経て、二人をそれぞれHIM加入へ導いたのが、後の“藤岡藤巻”の藤岡孝章である。
- 雑誌『egg』との連動企画であり、HIMプロデュースという形を取ってデビューした“HIM-egg（エイチ・アイ・エム・エッグ）”というガールズユニットが存在。1996年8月1日、シングル「AS TIME GOES BY」を単発リリースした（HIM 2ndアルバム『HIMIX A2Z』にも"PERFORMED BY HIM-egg"として収録）。
- 2020年にはEnGine.とのコラボレーションで「ETERNAL feat. HIM」をリリースし、久しぶりにメンバーが揃った。
- 2025年に30周年を迎える節目において、事前にX (ソーシャル・ネットワーキング・サービス)およびYouTubeに公式アカウントが開設され、デビュー日のきっかり30年後である2025年4月21年に28年ぶりの新曲「ALDEBARAN」がリリースされた。また併せて「AQUARIUS」「SHOOTING STAR」のヴォーカル再録レコーディングの模様が公開され、それらを含む歴代曲をマッシュアップしノンストップ・メドレーにした「HIMIXTURE CUSTOMIZED 30TH ANNIVERSARY NON-STOP MEDLEY (RE-RECORDING 2025)」が2025年6月21日にリリースされた。続く7月10日には、30周年アニバーサリー・リリース第3弾として、前出の「ALDEBARAN」のリミックス・シングルである「ALDEBARAN (ANOTHER G@LAXY REMIX」がリリースされた。

## メンバー

### 正式メンバー
正式メンバーは、
- SHIZUKA NAKAJIMA = HIMS（ボーカル）
- SHUNGO MAKIHASHI = HIMK = shungo.（ボーカル）
- NON（ダンサー）
- YOCCO = YOSHIKO（ダンサー）

の4名。

### その他
- 上記正式メンバーの他に、4thシングル「HEARTBEAT SNOW 〜THEME OF SNOW BEAT」のフィーチャリング・ボーカルであるTOMOKO SAWACHI = HIMTの他、楽曲や時期により、ジャケット、PV、音楽番組出演時に流動的かつ突発的に登場する共演者が（大体の場合単発で）存在する。ちなみに、1stアルバム『HIMAX! GREATEST HITS AND MORE』のブックレット、5thシングル「SHOOTING STAR」のジャケット及びPV、6thシングル「ETERNAL」のジャケットに登場しているモデルは増田可奈子で、5thシングル「SHOOTING STAR」のPVに出演しているギタリストは鎌田ジョージである。
- 1stアルバムに記載してあるクレジットは"HIM ARE: HIMS, HIMK, HIMT, HIMM, HIMW, HIMO, HIMZ, HIMI & HIM DANCERS"となっており、HIMS (=SHIZUKA)とHIMK (=SHUNGO)、HIMT (=TOMOKO SAWACHI)、HIMW (=和田将志)、HIM DANCERS (=NON & YOCCO)以外はどれが誰に該当するのか不明である。
- HIMというプロジェクトの発足が決定した後、一時期メインボーカルとして、後に小室哲哉がプロデュースを手がけたユニットdosのボーカルを務めた西野妙子が内定していた。

### 解散後
- 男性ボーカルのHIMKことSHUNGOが、男性R&BユニットSinのボーカルとして、2000年8月23日、両A面シングル「GUILTY / Mind A.L.-Air Line-」でUniversal Music LLC Hibikiレーベルより再デビュー。活動時期はおよそ1年間で、ユニット自体は既に存在しないものの、作詞で日本レコード大賞金賞/優秀作品賞/特別賞で計10回受賞するなど、現在主に作詞家として第一線で活躍中（2025年現在）。2018年発売のDA PUMPの「U.S.A. 」では日本語詞を担当、社会現象となる空前の大ヒットとなった。
- ダンサーのYOSHIKO（HIM活動時のみ"YOCCO"名義）は、1999年、つんく♂のソロ曲「TOUCH ME」のバックダンサーをしていたことを切っ掛けにハロー!プロジェクトでの振付を開始。主にハロー!プロジェクト系グループの振付や関連ミュージカルなどの振付を手掛ける振付師として活躍。モーニング娘。、平家みちよ、太陽とシスコムーン、メロン記念日、松浦亜弥、安倍なつみ、後藤真希、Berryz工房、℃-ute、真野恵里菜、アンジュルム、Juice=Juice、こぶしファクトリー、つばきファクトリー、シャッフルユニットなど、ハロプロを中心にアップフロント関連のCD/DVD/MV/配信などメディア化された楽曲だけで約600曲（2025年現在）の振付を担当。「フォーメーションダンスの生みの親」と称されている。
- shungo.がプロデュースを務めていた男子3人組ヴォーカル・グループEnGene.（2022年いっぱいをもって解散）が2020年に、HIMの 6thシングルであった「ETERNAL」をカバー。その後続けざまにHIMをフィーチャーした「ETERNAL feat. HIM」「ETERNAL feat. HIM (Future Pop remix)」をリリース。プロデューサーであったshungo.をはじめ、Vo.新録レコーディングでSHIZUKA、振付でYOSHIKOも参加し、限定的にHIM復活となった。

## PV
- PVにメンバーがそろって出演したのは、男性ボーカルであるHIMKことSHUNGOがHIMに加入し、正式メンバーが固定された後の最初のシングルである（通算3枚目）「AQUARIUS」からである。メインボーカルであるHIMSことSHIZUKAもPV初登場であり、HIMのPVとしては初めて本人によるリップシンク・シーンが盛り込まれた（ただし、サイズは1コーラス分のみ）。
- デビューシングル「BECAUSE OF LOVE」並びに2ndシングル「NO MORE KISS, NO MORE CRY」のPVも共に存在するが、「BECAUSE OF LOVE」のPVでは、後の正式メンバーであるNONとYOCCOを含めた3人の女性ダンサーがほぼ逆光に近いライティングの中で踊っているイメージ的要素が強く、デビューに備えたユニット・イメージを予告篇的に映像化したものであり、「NO MORE KISS, NO MORE CRY」のPVは、街中やラーメン店、電車内といったロケーションで少女モデルをイメージビデオ的に撮影した、カラオケ映像のような映像が存在する（サイズは共に1コーラス分のみ）。
- フルサイズで制作されたPVは、6thシングル「ETERNAL」と7thシングル「HEAVEN」の2曲のみである。
- シングルの中で、4thシングル「HEARTBEAT SNOW 〜THEME OF SNOW BEAT」のPVだけが存在しない。

## 音楽性の推移
当初メーカーサイドは、当時のJ-POPの主流であった、いわゆる“小室サウンド”を踏襲する音作りをひとつの指針としており、ボーカルの選考基準も、当時大ブレイクしていた小室サウンドの発祥であり主戦力でもあったTRFのボーカルYU-KIと声質が似ている、もしくは似た歌唱ができるということが掲げられており、デビューシングル「BECAUSE OF LOVE」や3rdシングル「AQUARIUS」は特に、当時の小室哲哉が手がけていた王道小室サウンドを彷彿とさせる打ち込み系ダンスミュージックに仕上がっている。同様に、1stから4thまでのシングルと、1stアルバム『HIMAX! GREATEST HITS AND MORE』は、当時常にオリコンチャートの上位を占めていた前出のTRFをはじめ、ZARD、MY LITTLE LOVER、DREAMS COME TRUE、B'z、globe、郷ひろみ等、人気アーティストの音楽性を敢えて遊びとして模倣して制作された観があった。 しかし5thシングル「SHOOTING STAR」からその傾向は影を潜め、オリジナル色を強めた楽曲制作に推移し、固定メンバーありきの一音楽ユニットとして、TV・ラジオなどへの出演、雑誌などの紙媒体露出等を突如展開してゆく。（『日経エンタテインメント!』記事より要約抜粋）

## 解散理由
当時、売上枚数が主な解散理由になり得なかったはずのHIMは、2ndアルバム『HIMIX A2Z』のリリースを最後に予告も告知もなく突如解散する。これは当時Sony Music Entertainment(Japan) Inc.サイドと伊秩弘将サイド（ケイダッシュ アワーソングスクリエイティブ）が、ユニットの方向性やメンバーの所属に関してのいくつかの問題で争議した結果、決裂したためである。
余談だが、伊秩の手がけるSPEEDが2009年にリリースしたシングル「S.P.D.」は伊秩が率いる制作陣とは全く違う制作陣によって制作され、この時奇しくもパッケージ全2曲の作詞を手掛けたのはSHUNGOであった。

## ディスコグラフィ

### シングル
| #   | 発売日         | タイトル                            | タイアップ |
| 1st | 1995年4月21日  | BECAUSE OF LOVE                     | TBS系TV '95 Jリーグ中継テーマソング |
| 2nd | 1995年7月21日  | NO MORE KISS, NO MORE CRY           | 朝日放送火曜ドラマ『Change!』劇中歌 |
| 3rd | 1995年11月22日 | AQUARIUS                            | TBS『ランク王国』オープニングテーマ |
| 4th | 1995年12月1日  | HEARTBEAT SNOW 〜THEME OF SNOW BEAT | テレビ東京『SNOW BEAT』テーマソング |
| 5th | 1996年5月2日   | SHOOTING STAR                       | 「SHOOTING STAR」 TBS『ランク王国』オープニングテーマ/MinamiCMソング c/w「LOVE GOES」 松竹富士配給映画『魔法陣グルグル』エンディングテーマ |
| 6th | 1996年9月1日   | ETERNAL                             | ニチレイレディース'96 大会（テニス）イメージソング                                                                                         |
| 7th | 1996年12月1日  | HEAVEN                              | NHKアニメーション『YAT安心!宇宙旅行』オープニングテーマ                                                                                    |

### 配信
| #                      | 発売日        | タイトル                                                                  | タイアップ |
| シングル               | 2025年4月21日 | ALDEBARAN                                                                 | 30周年記念楽曲。30周年アニバーサリー・リリース第1弾 |
| ノンストップ・メドレー | 2025年6月21日 | HIMIXTURE CUSTOMIZED 30TH ANNIVERSARY NON-STOP MEDLEY (RE-RECORDING 2025) | 「AQUARIUS」「SHOOTING STAR」「ETERNAL」「BECAUSE OF LOVE」「MIZU-NO-RAKUEN」「HEAVEN」「LOVE GOES」「NO MORE KISS, NO MORE CRY」「INORI」「SEVENTEEN DANCE～I‘VE BEEN LOOKIN’ 4 U」「EVERYDAY, BE WITH YOU」「SOMEBODY STOP ME」をマッシュアップしたノンストップ・メドレー。30周年アニバーサリー・リリース第2弾 |
| リミックス             | 2025年7月10日 | ALDEBARAN (ANOTHER G@LAXY REMIX)                                          | 「ALDEBARAN」のリミックス。30周年アニバーサリー・リリース第3弾 |

### アルバム
| #   | 発売日        | タイトル                      |
| 1st | 1996年2月1日  | HIMAX! GREATEST HITS AND MORE |
| 2nd | 1997年6月21日 | HIMIX A2Z                     |

### その他
| 発売日         | タイトル                                          | 曲順・曲目                          |
| 1996年11月11日 | コンピレーションアルバム『MAX JAPAN 3』           | M-10「SHOOTING STAR」収録           |
| 1997年2月21日  | サウンドトラック『YAT安心!宇宙旅行 SOUNDTRACK』   | M-01「HEAVEN」収録                  |
| 1997年9月21日  | サウンドトラック『YAT安心!宇宙旅行 SOUNDTRACK 2』 | M-02「HEAVEN(TV SIZE VERSION)」収録 |

## 出演

### TV
- M-navi（TBS)
  - 「SHOOTING STAR」歌唱
- アイドルオンステージ（NHK-BS2）
  - 「SHOOTING STAR」「ETERNAL」「HEAVEN」歌唱＋トークで、計3回出演
- VIDEO JAM（テレビ朝日）
  - 「ETERNAL」リリース時、トークでの出演

### ラジオ
- ZIP FM MONTHLY MC

## 他アーティストによるHIM関連楽曲のカバー

### HIM楽曲
- 知念里奈
8thシングル「GOD BLESS THE WORLD」（1999年3月31日リリース）
⇔ HIM「MIZU-NO-RAKUEN」（2ndアルバム『HIMIX A2Z』収録）
- SPEED
10thシングル「Breakin' out to the morning」c/w「アダムとイヴ」（1999年5月19日リリース）
⇔ HIM「SEVENTEEN DANCE〜I'VE BEEN LOOKIN'4 U」（1stアルバム『HIMAX! GREATEST HITS AND MORE』収録）
- Eriko with Crunch（今井絵理子）
SPEED 10thシングル「Breakin' out to the morning」c/w「EVERYDAY, BE WITH YOU」（1999年5月19日リリース）
⇔ HIM「EVERYDAY, BE WITH YOU」（2ndアルバム『HIMIX A2Z』収録）
- 八反安未果
3rdシングル「SHOOTING STAR」（1999年5月26日リリース）
⇔ HIM 5thシングル「SHOOTING STAR」（2ndアルバム『HIMIX A2Z』に、リミックスと共に収録）
- HITOE'S 57 MOVE（新垣仁絵）
ソロ・デビューシングル「INORI」（1999年6月30日リリース）
⇔ HIM「INORI」（2ndアルバム『HIMIX A2Z』収録）
- dps（deeps）
8thシングル「HEARTBREAK DIARY」（1999年7月22日リリース）
⇔ HIM「HEARTBREAK DIARY」（1stアルバム『HIMAX! GREATEST HITS AND MORE』収録）
- MAX
14thシングル「銀河の誓い」（1999年8月25日リリース）
⇔ HIM 3rdシングル「AQUARIUS」（1stアルバム『HIMAX! GREATEST HITS AND MORE』にリミックスと共に、2ndアルバム『HIMIX A2Z』にリミックス収録）
- EnGene.
8thシングル「ETERNAL」（2020年8月1日リリース）
9thシングル「ETERNAL feat. HIM」（2020年9月1日リリース）
リミックス・シングル「ETERNAL feat. HIM (Future Pop remix)」（2020年9月1日リリース）
⇔ HIM 6thシングル「ETERNAL」（2ndアルバム『HIMIX A2Z』収録）

### HIM-egg楽曲
- hiro（島袋寛子）
ソロ・デビューシングル「AS TIME GOES BY」（1999年8月18日リリース）
⇔ HIM-egg デビュー・シングル「AS TIME GOES BY」（HIM 2ndアルバム『HIMIX A2Z』収録。）